# カロル・クチェラ
カロル・クチェラ（Karol Kučera, 1974年3月4日 - ）は、スロバキア・ブラチスラヴァ出身の男子プロテニス選手。2005年度の男子テニス国別対抗戦デビスカップで、同僚のドミニク・フルバティとともに、デビスカップスロバキア代表を史上初の準優勝に導いた。シングルス自己最高ランキングは6位。ATPツアーでシングルス6勝を挙げた。
身長187cm、体重77kg。右利き、バックハンド・ストロークは両手打ち。

## 来歴
1992年にプロ入りし、1993年全仏オープンで4大大会に初出場。1994年にスロバキアが独立後デビスカップ初参加したときから男子テニス国別対抗戦デビスカップスロバキア代表選手となり、それ以降スロバキア代表選手として活動を続けてきた。1995年6月にロスマーレン・グラスコート選手権でツアー初優勝を果たす。
クチェラのテニス経歴のハイライトは、1998年全豪オープンのベスト4進出であった。この時クチェラは、準々決勝で当時の世界ランキング1位ピート・サンプラスを6-4, 6-2, 6-7, 6-3で破ったが、続く準決勝でペトル・コルダに1-6, 4-6, 6-1, 2-6で敗れ、決勝進出を逃した。この年は全米オープンでもベスト8進出があり、これで世界ランキングを自己最高の6位に上げる。同年11月、男子テニスツアーの年間最終戦で、世界ランキング上位の8名しか出場資格を得られないATPツアー世界選手権の出場権も獲得した。
その後は1998年度のような好成績は出せなかったが、2003年2月にコペンハーゲン・オープンでツアー6勝目を達成する。デビスカップ2005ではスロバキア代表は初めて決勝進出を果たし、12月2日-4日にスロバキアの首都ブラチスラヴァでクロアチアと対戦した。クチェラは第1試合のシングルスでイワン・リュビチッチに敗れ、スロバキア代表は地元の声援を受けたが、クロアチアに2勝3敗で敗れてデビスカップ初優勝を逃した。この試合の後、クチェラは現役引退を表明し、13年のテニス人生に終止符を打った。
クチェラはオリンピックのスロバキア代表選手としても、1996年アトランタ五輪、2000年シドニー五輪、2004年アテネ五輪の3度出場を果たしている。
引退後は指導者として活動しており、スロバキアの後輩選手マルティン・クリザンのコーチを務めた。

## ATPツアー決勝進出結果

### シングルス: 12回 (6勝6敗)
| 大会グレード                                  |
| グランドスラム (0-0)                          |
| テニス・マスターズ・カップ (0-0)              |
| ATPマスターズシリーズ (0-0)                   |
| ATPインターナショナルシリーズ・ゴールド (1-3) |
| ATPインターナショナルシリーズ (5–3)           |

| サーフェス別タイトル |
| ハード (3–1)         |
| クレー (0-3)         |
| 芝 (1-1)             |
| カーペット (2-1)     |

| 結果   | No. | 決勝日         | 大会               | サーフェス        | 対戦相手                 | スコア                         |
| ------ | --- | -------------- | ------------------ | ----------------- | ------------------------ | ------------------------------ |
| 準優勝 | 1.  | 1994年8月28日  | ウマグ             | クレー            | アルベルト・ベラサテギ   | 2–6, 4–6                       |
| 優勝   | 1.  | 1995年6月12日  | ロスマーレン       | 芝                | アンダース・ヤリード     | 7–6(7), 7–6(4)                 |
| 準優勝 | 2.  | 1997年6月16日  | ノッティンガム     | 芝                | グレグ・ルーゼドスキー   | 4–6, 5–7                       |
| 準優勝 | 3.  | 1997年7月14日  | シュトゥットガルト | クレー            | アレックス・コレチャ     | 2-6, 5-7                       |
| 優勝   | 2.  | 1997年10月19日 | オストラヴァ       | カーペット (室内) | マグヌス・ノーマン       | 6–2, 途中棄権                  |
| 優勝   | 3.  | 1998年1月12日  | シドニー           | ハード            | ティム・ヘンマン         | 7–5, 6–4                       |
| 準優勝 | 4.  | 1998年7月20日  | シュトゥットガルト | クレー            | グスタボ・クエルテン     | 6-4, 2-6, 4-6                  |
| 優勝   | 4.  | 1998年8月17日  | ニューヘイブン     | ハード            | ゴラン・イワニセビッチ   | 6–4, 5–7, 6–2                  |
| 準優勝 | 5.  | 1998年10月12日 | ウィーン           | ハード (室内)     | ピート・サンプラス       | 3–6, 6–7, 1–6                  |
| 優勝   | 5.  | 1999年10月4日  | バーゼル           | カーペット (室内) | ティム・ヘンマン         | 6–4, 7–6(10), 4–6, 4–6, 7–6(2) |
| 準優勝 | 6.  | 2003年1月5日   | チェンナイ         | ハード            | パラドーン・スリチャパン | 3–6, 1–6                       |
| 優勝   | 6.  | 2003年2月24日  | コペンハーゲン     | ハード (室内)     | オリビエ・ロクス         | 7–6(4), 6–4                    |

### ダブルス: 4回 (0勝4敗)
| 結果   | No. | 決勝日         | 大会           | サーフェス        | パートナー           | 対戦相手                                      | スコア   |
| ------ | --- | -------------- | -------------- | ----------------- | -------------------- | --------------------------------------------- | -------- |
| 準優勝 | 1.  | 1994年8月28日  | ウマグ         | クレー            | ポール・ウェケサ     | ディエゴ・ペレス フランシスコ・ロイグ         | 2–6, 4–6 |
| 準優勝 | 2.  | 1996年10月20日 | オストラヴァ   | カーペット (室内) | ヤン・クロスラック   | サンドン・ストール シリル・スーク             | 6–7, 3–6 |
| 準優勝 | 3.  | 1997年7月16日  | ウマグ         | クレー            | ドミニク・フルバティ | ディヌ・ペスカリュー ダビデ・サングイネッティ | 6–7, 4–6 |
| 準優勝 | 4.  | 1998年8月9日   | アムステルダム | クレー            | ドミニク・フルバティ | ヤッコ・エルティン ポール・ハーフース         | 3–6, 2–6 |

## 4大大会シングルス成績
略語の説明
| W | F | SF | QF | #R | RR | Q# | LQ | A | Z# | PO | G | S | B | NMS | P | NH |

W=優勝, F=準優勝, SF=ベスト4, QF=ベスト8, #R=#回戦敗退, RR=ラウンドロビン敗退, Q#=予選#回戦敗退, LQ=予選敗退, A=大会不参加, Z#=デビスカップ/BJKカップ地域ゾーン, PO=デビスカップ/BJKカッププレーオフ, G=オリンピック金メダル, S=オリンピック銀メダル, B=オリンピック銅メダル, NMS=マスターズシリーズから降格, P=開催延期, NH=開催なし.
| 大会           | 1993 | 1994 | 1995 | 1996 | 1997 | 1998 | 1999 | 2000 | 2001 | 2002 | 2003 | 2004 | 2005 | 通算成績 |
| -------------- | ---- | ---- | ---- | ---- | ---- | ---- | ---- | ---- | ---- | ---- | ---- | ---- | ---- | -------- |
| 全豪オープン   | A    | LQ   | 1R   | 3R   | 2R   | SF   | QF   | 1R   | 1R   | 2R   | 2R   | 2R   | A    | 15–10    |
| 全仏オープン   | 1R   | 2R   | 1R   | 3R   | 1R   | 1R   | 1R   | 3R   | A    | 1R   | 1R   | 2R   | A    | 6–11     |
| ウィンブルドン | A    | 1R   | 2R   | 3R   | 1R   | 1R   | 4R   | 2R   | A    | A    | 3R   | 2R   | 2R   | 11–10    |
| 全米オープン   | A    | 1R   | 1R   | 1R   | 1R   | QF   | A    | 1R   | A    | 2R   | 3R   | 2R   | 2R   | 9–10     |